# 神経症
神経症（しんけいしょう、英:Neurosis、独:Neurose）とは、精神医学の伝統的な用語で、不安などの不適応行動を特徴とし、入院するほど重篤ではない場合が多い状態である。1980年のDSM-III（第3版）では神経症という語を廃止し、神経症性うつ病（抑うつ神経症）の多くは気分変調性障害に含められた。またDSM-IIIは不安神経症を、パニック障害と全般性不安障害に分離した。強迫神経症は強迫性障害となったように、現在では神経症の語は用いられない。
神経症に対するかつての用語は、精神病であり、行動や思考過程の障害が激しくより重篤な状態を指した。
これは主に精神分裂病や躁うつ病であり、原因が器質的（身体的）なものによらない精神障害のことをさす。このような神経症と精神病の分類は不正確な診断をもたらしたため、後の『精神障害の診断と統計マニュアル』 (DSM) は、より厳密な分類によって、より正確な診断を可能とした。
ジークムント・フロイトが最終的な神経症の概念を確立した。このようにかつて、心因性であることが神経症の診断に必要であったが、後に抗うつ薬などの登場によって生物学的な要因が仮定されたことも、この概念が陰りを見せてきた理由である。

## 分類
かつて神経症と呼ばれた一群は、DSM-IV（第4版）では次のような診断名となっている。
- 不安神経症→全般性不安障害、パニック障害[4]
- 恐怖症→広場恐怖、社交不安障害、特定の恐怖症[4]
- 強迫神経症→強迫性障害[4]
- 病気不安症―そのまま[4]
- ヒステリー→転換性障害、解離性障害[4]
- 離人神経症→離人性障害、解離性同一性障害[4]
- 抑うつ神経症→うつ病、気分変調性障害[4]

## 歴史
19世紀以前において、脳や体に何も異常がないのに精神（神経）が冒されたようになる状態をそう呼んでいた。
ジークムント・フロイト（1856年 - 1939年）が、神経症と精神病を厳密に区別したのは、精神分析による治療の可能性を予測するためであり、そのふたつの境界例は禁忌とされた。治療の対象を神経症としたために、精神病を鑑別することが必要であった。1924年のフロイトによる「神経症および精神病における現実の喪失」はその区別を試みた論文であり、初期の境界例の議論へとつながった。症状は、精神分析の理論である超自我や肛門期固着などで解釈され、心理療法（精神分析）が治療の主体であった。
このように精神障害の伝統的な分類は、神経症と精神病とであったが、この分類は後に不正確な診断をもたらしたために、より正確な診断を行うための『精神障害の診断と統計マニュアル』（DSM）と『疾病及び関連保健問題の国際統計分類』（ICD）が登場し使われるようになっている。1980年のDSM-III（第3版）では神経症という語を廃止し、神経症性うつ病の多くは気分変調性障害に含められた。またDSM-IIIは不安神経症を、パニック障害と全般性不安障害に分離した。パニック発作があるものと、そうではない持続的な不安―心配―をもつものとの分離である。伴って、臨床的診断として神経症が使用されることは少なくなった。特に精神医学界では表立って使われてはいない。
選択的セロトニン再取り込み阻害薬（SSRI）などの薬物療法が有効である可能性があり、心因性ではなく生物学的な要因を仮定する動きが出てきた。

## 精神分析における神経症
精神分析による神経症の概念の背景には、感じられた不安ではなく、感じられることのない「抑圧された不安」が他の形へと変わって現れるという働きが想定されている。
より近代的な診断分類では、感じられる不安のみを扱い、境界例の議論では当初想定された神経症との関わりを離れ、性格という視点から扱われるようになり、神経症という概念は意義を失っていった。

### 古典的な診断
古典的な診断には以下のような特徴がある。
- まず身体疾患による所見が除外されることである[4]。
- 精神病ではない[4]。（精神病とは妄想や幻覚を特徴とする）
- 心因性である[4]。
- 面接や検査によって、明らかに症状が確認される[4]。

## 注記
なお神経症にあたるドイツ語はノイローゼ (Neurose) であり、日本でも神経症の意味で使うこともある。ただし、一般の人が「ノイローゼ」と言う場合はもっと広い意味に使われる傾向が強いので注意が必要である。例えば「気分が落ち込んだ」とか「あることに悩んでばかりいる」状態をこの言葉で表現する。